# Olympische Jugend-Sommerspiele 2018/Teilnehmer (Vereinigte Staaten)
| Gelbes Symbol für Goldmedaillen mit stilisierten Olympischen Ringen | Graues Symbol für Silbermedaillen mit stilisierten Olympischen Ringen | Braundes Symbol für Bronzemedaillen mit stilisierten Olympischen Ringen |
| ------------------------------------------------------------------- | --------------------------------------------------------------------- | ----------------------------------------------------------------------- |
| 6                                                                   | 5                                                                     | 7                                                                       |

Die Vereinigten Staaten nahmen an den Olympischen Jugend-Sommerspielen 2018 in Buenos Aires mit 86 Jugendlichen teil. Fahnenträger bei der Eröffnungsfeier war der Rugbyspieler Alex Cleary, bei der Schlussfeier trug Leichtathletin Grace Stark die Fahne.

## Teilnehmer nach Sportarten

### Badminton
Mädchen
- Jennie Gai

### Basketball

#### Mannschaft
| Mädchen - Gold Mannschaft 3 × 3 - Paige Bueckers - Hailey van Lith - Samantha Brunelle - Aliyah Boston | Jungen - Carson McCorkle - Dudley Blackwell - Jyare Davis - Patrick McCaffery |

### Beachvolleyball
| Mädchen - Devon Newberry - Lindsey Sparks | Jungen - Timothy Brewster - John Schwengel |

### Bogenschießen
| Mädchen - Catalina GNoriega | Jungen - Trenton Cowles Gold Einzel Bronze Doppel Mixed |

### Boxen
| Mädchen - Heaven Garcia Bronze Klasse bis 51 kg - Roma Martinez | Jungen - Otha Jones - Harley Mederos |

### Fechten
| Mädchen - Emily Vermeule Bronze Mixed - May Tieu Bronze Florett Bronze Mixed - Alexis Anglade | Jungen - Isaac Herbst Bronze Mixed - Kenji Bravo Silber Florett Bronze Mixed - Robert Vidovszky Bronze Mixed |

### Gewichtheben
| Mädchen - Peyton Brown Bronze Klasse bis 58 kg | Jungen - Jerome Smith |

### Golf
| Mädchen - Lucy Li Silber Einzel Silber Doppel | Jungen - Akshay Bhatia Silber Doppel |

### Kanurennsport
| Mädchen - Zoe Hein - Ria Sribar | Jungen - Robert Healy |

### Leichtathletik
| Mädchen - Skylar Ciccolini - Meghan Hunter - Athing Mu Silber 800 m - Grace Stark Gold 100 m Hürden | Jungen - Malcolm Clemons - Charles "Omar" McBride - Nicholas Ramey Bronze 400 m |

### Reiten
- Mattie Hatcher
Gold  Springen Mannschaft

### Ringen
| Mädchen - Tiare Ikei - Emily Shilson Gold Klasse bis 43 kg | Jungen - Robert Howard Gold Klasse bis 55 kg - Carson Manville |

### Rudern
| Mädchen - Catherine Garrett - Kaitlin Knifton | Jungen - Maxwell Heid |

### Rugby
Jungen
- Tyren Al-Jiboori
- Max Clark
- Alex Cleary
- Lauina Falatea
- Jasper Green
- Isaia Kruse
- Sione Mahe
- Zachary Neff
- Uluamu Niutupuivah
- Jon Rodriguez
- Inoke Waqavesi
- Ben Wierenga

### Schwimmen
| Mädchen - Madelyn Donohoe - Katherine Douglass - Kaitlynn Sims - Rhyan White Bronze 100 m Rücken | Jungen - Will Barao - Ethan Dang - Ethan Harder - Jake Johnson |

### Segeln
| Mädchen - AnaClare Solé - Dominique Stater | Jungen - Cameron Maramenides - Nicolas Martin - Manuel Nores |

### Taekwondo
| Mädchen - Anastasija Zolotic | Jungen - Sharif Salim |

### Tennis
| Mädchen - Lea Ma - Alexa Noel | Jungen - Drew Baird - Tristan Boyer |

### Tischtennis

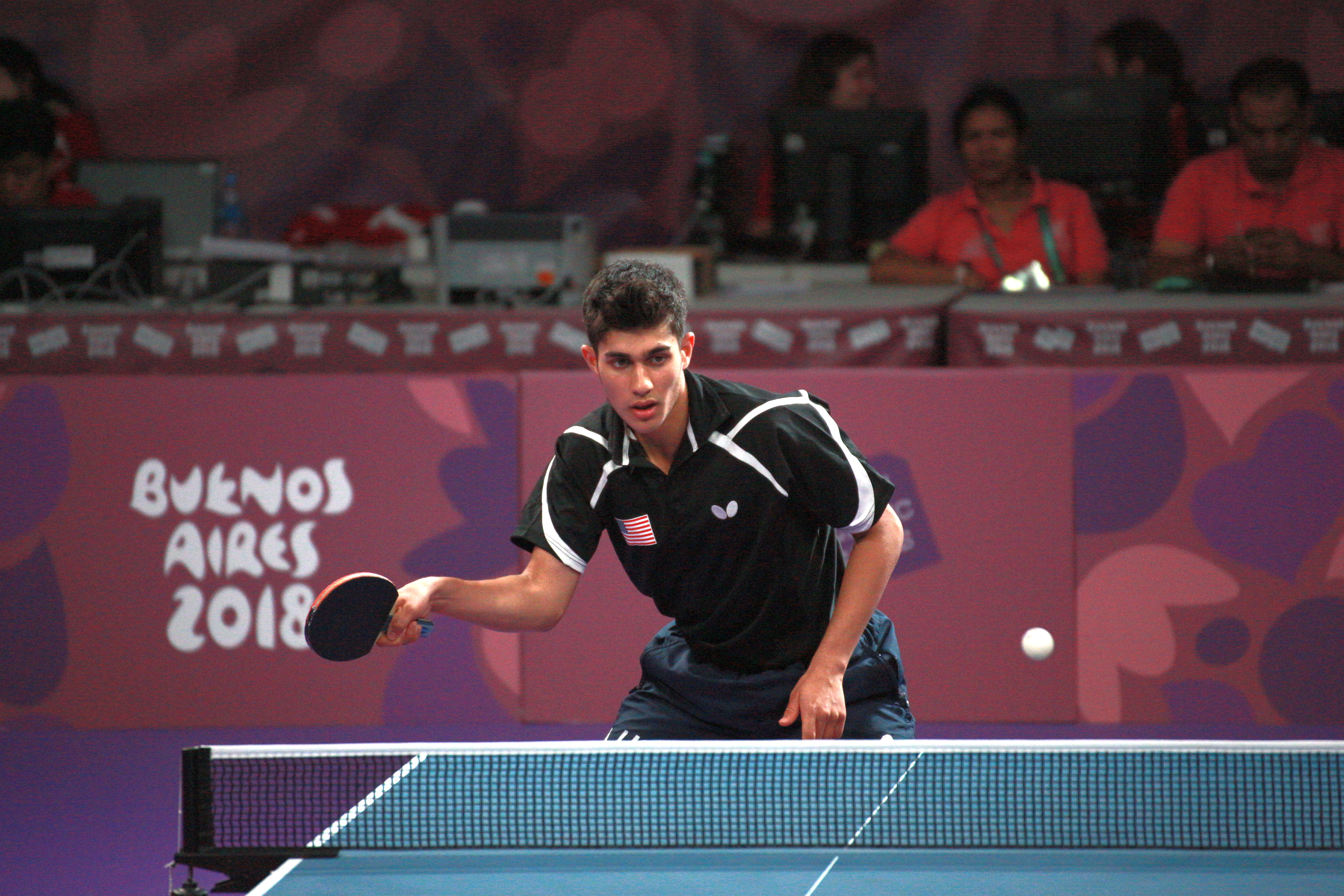
Kanak Jha im Spiel um Bronze

| Mädchen - Amy Wang | Jungen - Kanak Jha Silber Einzel |

### Triathlon
| Mädchen - Parker Albright | Jungen - Drew Shellenberger |

### Turnen
| Mädchen - Elizabeth Kapitonova - Alyssa Oh | Jungen - Brandon Briones Gold Sprung Bronze Gemischte Mannschaft |

### Wasserspringen
| Mädchen - Bridget O’Neil Bronze Kunstspringen 3 m | Jungen - Jack Matthews |